# スコット (企業)
スコット（SCOTT ）は、スイスに本部を置くスポーツ用品企業。
主にスキー用品と自転車用品を取り扱う。この項では主に自転車について記述する。

## 沿革
- 1958年 - エド・スコットによりスキー用ストックメーカーとして創業。
  - 自転車メーカーとしてのイメージが強いが、現在も主力はスキー用品であり、スキー用品のメーカーとしては名実ともに世界一である。
- 1970年 - モトクロス用ゴーグルを制作。
- 1986年 - 競技自転車の世界に進出する。
- 1989年 - ツール・ド・フランスでアメリカ人ライダーのグレッグ・レモンがエアロバーを使用して勝利を収める。
- 1992年 - 最初のフルサスペンションバイクを制作。
  - 以降、カーボンを主素材としたフレームの制作を続ける。
- 2001年 - 世界初の1㎏を切るフレームの開発に成功する。
- 2002年 - ツール・ド・フランスでパトリス・アルガンがステージ優勝を飾る。
- 2003年 - 世界最軽量フレームの軽さを更新する（車種はCR1）。
- 2009年 - チームコロンビアHTCのオフィシャルバイクスポンサーになる。
- 2009年 - シーズン132勝を21人の異なるライダーで成し遂げる。
- 2015年 - 韓国企業・永元貿易に買収され子会社となる

## 現在の主な車種
ロードバイク
- FOILシリーズ
- ADDICTシリーズ
- SOLACEシリーズ
- CR1シリーズ
- SPEEDSTERシリーズ

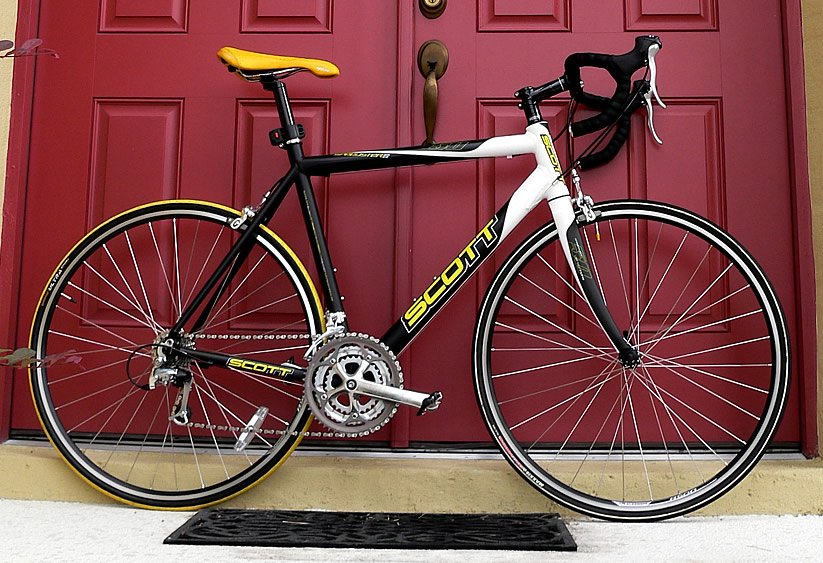
SPEEDSTER

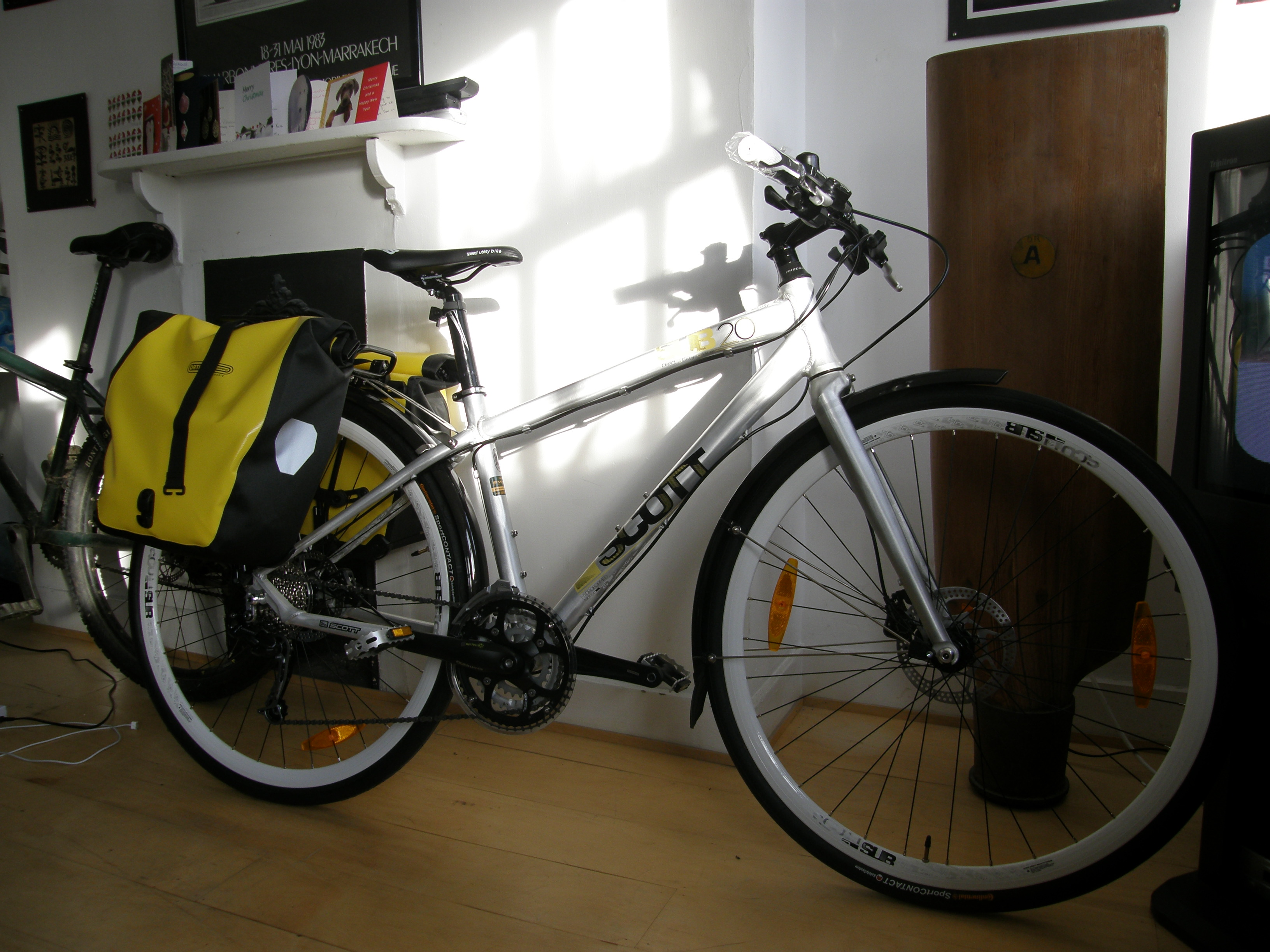
SUB20

  - CONTESSAシリーズ（レディース用ロード）

シクロクロス
- CX

トライアスロン
- PLASMAシリーズ

クロスバイク
- SUBシリーズ
  - SUB40シリーズ
  - SUB30シリーズ

マウンテンバイク
- VOLTAGEシリーズ
- その他のマウンテンバイク